# Villa di Quarto

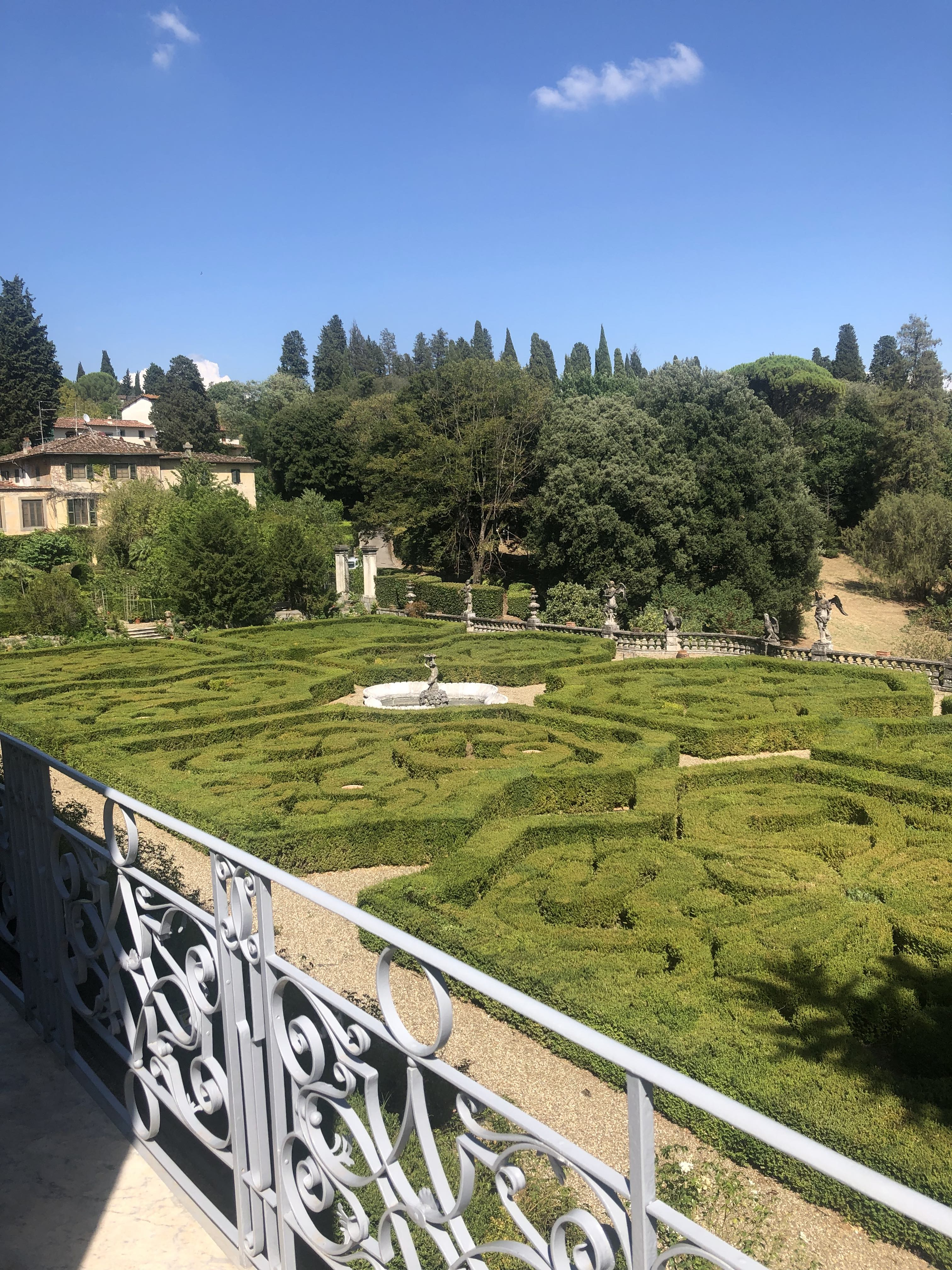
Les jardins à l'italienne.

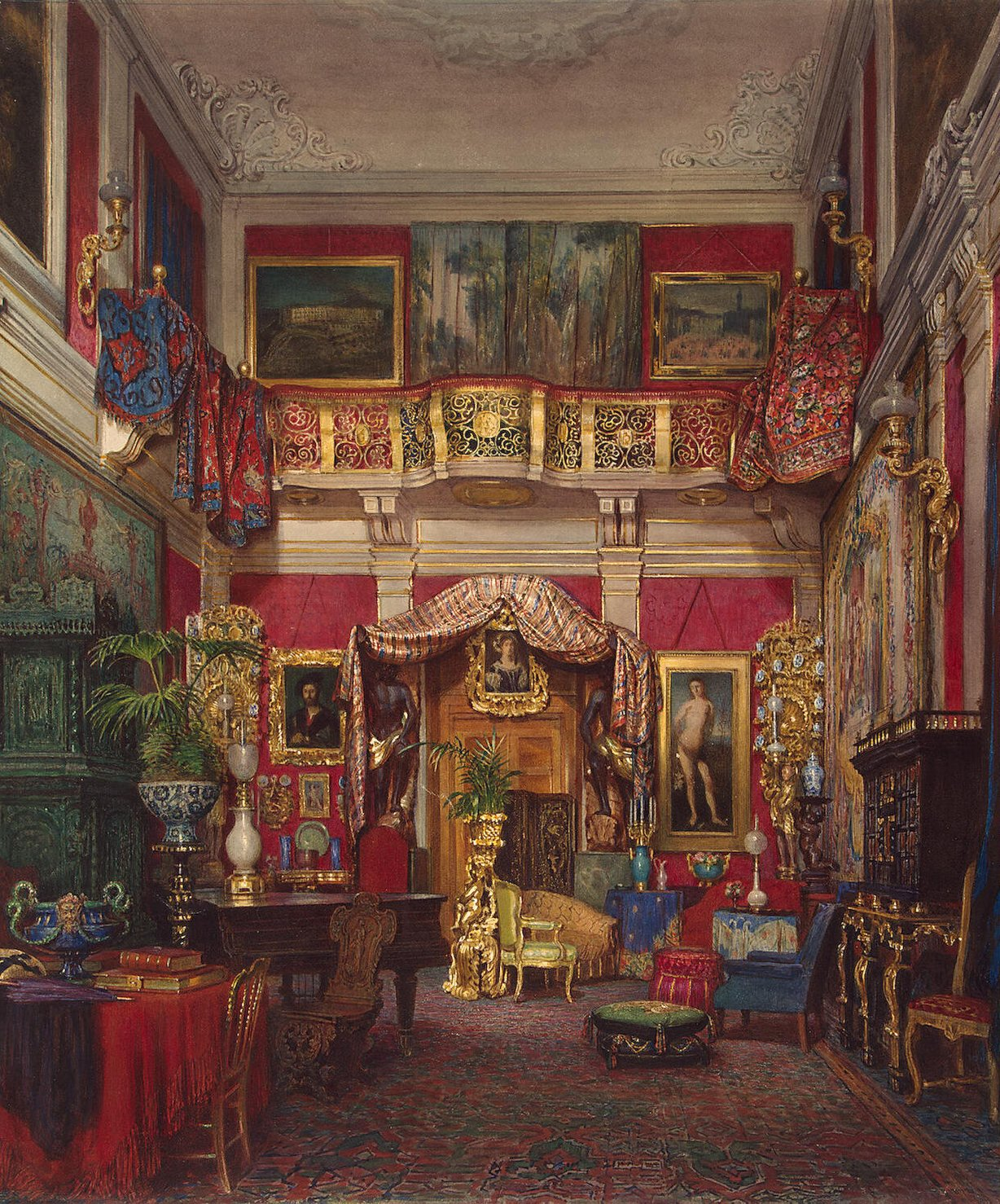
Salon.

La villa de Quarto, ou villa de Castelquarto, à Florence, en Italie, est située 9, via Pietro Dazzi, au pied du Monte Morello, et on y accède par via Pietro Dazzi et via del Gioiello. La villa est située derrière l'église Santa Maria a Quarto (it) et son parc borde celui de la villa La Petraia.
Quarto (littéralement « quatrième ») est un toponyme qui se réfère aux bornes romaines, parmi lesquelles le plus célèbre de la région est Sesto Fiorentino (littéralement « sixième florentin »), qui abrite une commune de 45 000 habitants.

## Histoire
La villa date du XVe siècle. Après différents changements de propriétaire, en 1713, elle devint propriété de la famille Pasquali.
Au XIXe siècle, la villa appartenait à Jérôme Bonaparte, ancien roi de Westphalie, qui la légua à sa fille Mathilde, épouse du prince russe Anatole Demidoff. À cette époque, la villa acquiert la structure définitive qu'on peut encore admirer aujourd'hui. Après de nouveaux changements de propriétaires, elle fut achetée, en 1908, par les barons Ritter de Zahony, qui en supervisèrent une restauration globale. Dans les années 1980, la villa a été répartie entre plusieurs propriétaires et le premier étage, le piano nobile, qui donne sur Florence, a été acheté par l'industriel Ubert Vanni, propriétaire des usines Shubert's, son épouse Gioconda et son fils Stefano Vanni.
Parmi les invités illustres figurent l'historien et homme d'État français Adolphe Thiers, Alexandre Dumas et l'écrivain américain Mark Twain, qui lui consacre un chapitre de son autobiographie et dont l'épouse Olivia Langdon, dite Livy, y est décédée en 1904.

## Description
Le bâtiment a une disposition très simple : trois étages dans la partie supérieure et, côté jardin, une loggia du XIXe siècle à trois arcs sur colonnes jumelées, remplaçant une loggia plus ancienne du XVIIIe siècle. L'entrée principale est située du côté montagne, où un grand portail mène à un atrium enrichi de bustes en marbre et d'une voûte ornée de fresques. De là, un escalier monumental en pierre grise mène au premier étage, où se trouve le hall principal. Ce dernier, d'environ six mètres de hauteur et d'un plafond voûté orné de fresques qui datent du XIXe siècle, est relié à d'autres pièces tout aussi grandioses et à la galerie, qui court parallèlement à la terrasse située au-dessus du porche extérieur, d'où on peut profiter de la vue sur le grand jardin à l'italienne et sur la grande pelouse du parc à l'anglaise.

### Jardins
Le jardin à l'italienne et la villa se dressent sur une terrasse qui les surélève au-dessus du parc à l'anglaise pour créer une distinction claire entre le formalisme de l'un et le naturel de l'autre. Ce premier jardin géométrique, ainsi que la terrasse au-dessus de la loggia qui le surplombe, est entouré d'une balustrade surmontée de statues du XVIIIe siècle. Il ressemble à un jardin géométrique à l'italienne, même si le design complexe des parterres de buis est défini comme « à la française », avec un bassin circulaire en marbre au centre. Du côté sud, il est fermé par des citronniers, où se trouvent deux corps surélevés qui abritaient autrefois le logement des domestiques.
Plus loin s'étend le parc du XIXe siècle, composé d'un espace vert qui constitue la toile de fond du bâtiment principal. Il s'agit d'un parc typiquement romantique à l'anglaise, qui dispose d'une grande pelouse entourée d'un chemin, d'un temple classique qui a pour scénographie des plantes résineuses et des chênes, et d'un étang et plusieurs statues qui le parsèment.
On y trouve de nombreuses espèces d'arbres : l'érable sycomore, le marronnier d'Inde, ⁣ l'arbousier, le cyprès d'Arizona, le cyprès commun, le ginkgo biloba, des haies de lauriers, des pins, des platanes, les chênes verts, des chênes, des chênes rouges, des séquoias, des ormes et des viornes.